# Östra Herrestad
Östra Herrestad är kyrkbyn i Östra Herrestads socken i Simrishamns kommun i Skåne. Orten ligger på Österlen nordost Hammenhög väster om Simrishamn.
I byn ligger Östra Herrestads kyrka.

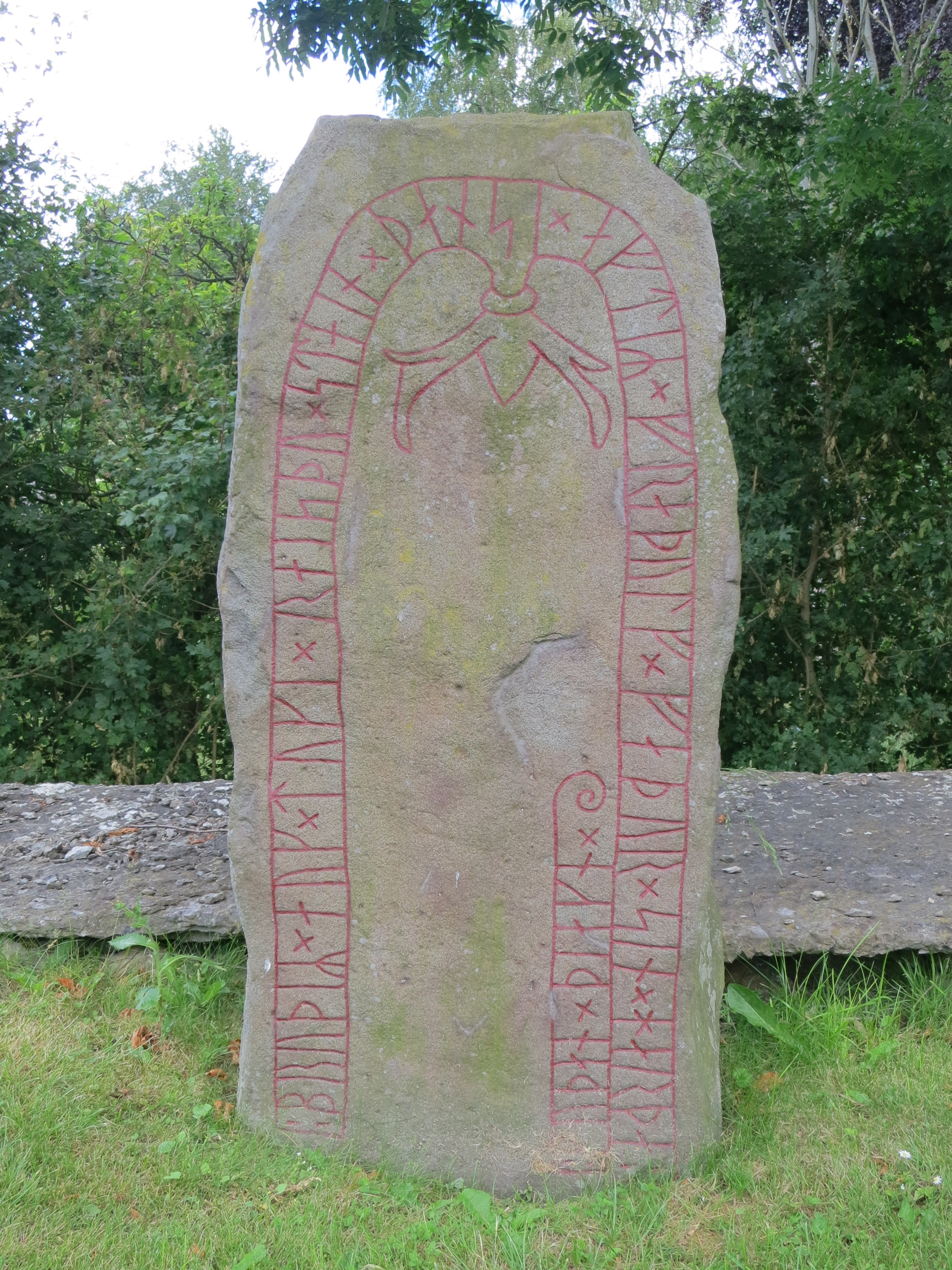
Runstenen vid kyrkan